# James Whale
James Whale (Dudley, 22 juli 1889 – Hollywood, 29 mei 1957) was een Brits filmregisseur.

## Levensloop
Whale werd geboren in Dudley in Engeland. Na de Eerste Wereldoorlog ging hij aan het werk in de toneelwereld. In 1928 regisseerde hij het toneelstuk Journey's End. Het succes van dat stuk leidde in 1930 tot een Amerikaanse filmversie onder regie van Whale. In 1931 draaide Whale zijn eerste horrorfilm. Als zijn bekendste prent geldt de horrorfilm Frankenstein met Boris Karloff. Ander films van zijn hand zijn The Invisible Man (1933), Bride of Frankenstein (1935) en The Man in the Iron Mask (1939). In 1941 regisseerde Whale zijn laatste prent.
Whale leefde openlijk als homoseksueel. In 1957 verdronk hij op 67-jarige leeftijd in zijn zwembad.

## Filmografie
- 1930: Journey's End
- 1930: Hell's Angels
- 1931: Waterloo Bridge
- 1931: Frankenstein
- 1932: The Impatient Maiden
- 1932: The Old Dark House
- 1933: The Kiss Before the Mirror
- 1933: The Invisible Man
- 1933: By Candlelight
- 1934: One More River
- 1935: Bride of Frankenstein
- 1935: Remember Last Night?
- 1936: Show Boat
- 1937: The Road Back
- 1937: The Great Garrick
- 1938: Sinners in Paradise
- 1938: Wives Under Suspicion
- 1938: Port of Seven Seas
- 1939: The Man in the Iron Mask
- 1940: Green Hell
- 1941: They Dare Not Love